# Transporte individual
O transporte, também conhecido por transporte privado, compreende a modalidade de deslocamento em que os passageiros podem ser ou não, os proprietários do veículo a ser utilizado para o transporte. O transporte individual é o contraponto ao transporte colectivo, que tem capacidade de deslocar número maior de pessoas ocupando o espaço semelhante na malha viária do transporte individual. O transporte individual tem como finalidade o deslocamento de um único indivíduo (embora possa haver a possibilidade de levar mais do que um passageiro em determinados veículos), com a possibilidade de transportar alguma carga adicional conforme requerido pelo utilizador. Procura-se que tenha uma mobilidade e flexibilidade acima daquelas proporcionadas pelos transportes colectivos públicos ou privados. Um exemplo de um meio transporte individual bastante popular é a bicicleta, esta com cada vez maior importância nos centros urbanos devido ao baixo custo e à excelente mobilidade proporcionada por este veículo assim como à menor distância entre os vários destinos dentro das cidades. O transporte individual pode ser tanto privado como público, sendo que neste último caso se encontra limitado por horários e trajectos (Tolley, 2000, p. 453).
O transporte individual proporciona uma multitude de vantagens em relação a outras modalidades de transporte. Nomeadamente, uma maior flexibilidade tanto em termos de horário como de trajecto. São também adaptáveis aos requisitos do utilizador, no caso de este último ser portador de deficiência motora ou ter outras necessidades especiais. Existem também inconvenientes associados à utilização do transporte individual. Dado que os meios de transporte individual normalmente pertencem ao seu utilizador, este tem de encontrar algum lugar onde possa deixar o veículo, isto não é um problema com os transportes colectivos ou públicos.

## Origem
Desde o princípio, o ser humano, como praticamente todos os seres vivos capazes de locomoção, sentiu a necessidade de se deslocar, uma vez que os povos recolectores sedentários só apareceram mais tarde na história da humanidade. O primeiro meio de transporte consistia como é óbvio nas capacidades naturais de locomoção de cada um, ou seja, pelo próprio pé. À medida que a humanidade se foi desenvolvendo, foram também aumentando os grupos de indivíduos e de bens a transportar. Cedo o ser humano se apercebeu que alguns dos animais que caçava podiam não só ser domesticados como eram extremamente úteis como meio de transporte. Assim, os primeiros meios de transporte individuais, propriamente ditos foram os primeiros animais domesticados de grande e médio porte como os cavalos e bovinos. O transporte individual, assim como todos os outros tipos de transporte, sempre seguiu atrás das necessidades de uma melhor locomoção por parte do Homem. Tais necessidades evoluíram com o ser humano. Com uma sociedade cada vez mais complexa, tornou-se necessário melhorar não só o transporte já existente, como também desenvolver novos meios de transportes para novos meios como a água, assim apareceram os primeiros barcos. Os meios de transporte pouco se alteraram até ao aparecimento dos veículos motorizados. A estes se seguiram veículos como o avião e com ele a possibilidade de explorar um novo meio: o ar. Foi no final do século XIX e princípio do século XX que se verificou um grande desenvolvimento na área dos transportes, devido em grande parte à revolução industrial e às necessidades por ela criada. Mais tarde no século XX, com o aumento do poder de compra, mais pessoas puderam aceder a meios de transporte, de tal modo, que ter um veículo ao dispor de cada um foi objectivo de alguns governos, de entre os quais se destaca o de Margaret Thatcher com a sua "great car economy" (grandiosa economia do carro), foi assim desenvolvido o conceito de transporte individual (Wolf, 1996, p. ix).
Vantagens
O transporte individual proporciona uma maior flexibilidade, tanto de trajectos como de destinos em relação ao seu principal concorrente, o transporte colectivo, que se encontra normalmente limitado no que toca ao trajecto, de modo a servir todos os passageiros, oferecendo para além disso, uma gama de destinos bastante limitada em relação ao primeiro. Os veículos de transporte individual apresentam também uma outra notável vantagem em relação ao transporte colectivo, uma vez que são normalmente adaptáveis aos requisitos físicos do seu utilizador. Por exemplo, uma pessoa portadora de deficiência motora, tem necessidades especiais relativas à entrada, saída e à utilização dos meios transportes por ela utilizada, necessidades essas que raramente são atendidas nos meios de transporte colectivo em particular nos transportes públicos. Ao adaptar um veículo individual às necessidades do seu utilizador, está-se não só a proporcionar maior conforto mas também maior flexibilidade, maior segurança e menor esforço, uma vez que o utilizador pode ir directamente ao seu destino recorrendo apenas ao seu veículo ou deslocando-se por si próprio uma distância menor do que se saísse numa paragem de autocarro por exemplo (European, 2000, p. 72).
Desvantagens
Dado que transporte individual é utilizado principalmente em cidades, há que notar que existem casos em que tal é muito difícil ou mesmo impraticável. Em cidades ou parte delas que sejam mais antigas, a movimentação é bastante dificultada pelas ruas estreitas onde poucos veículos podem circular. Em certos casos até a circulação de pessoas a pé em simultâneo com certos meios de transporte se encontra dificultada. Mesmo que este sejam tão compactos como a bicicleta ou a mota, torna-se assim impossível a circulação devido ao enorme risco de colisões entre os peões e os veículos. Uma outra desvantagem não menos importante é o estacionamento. Este torna-se um problema tanto maior quanto as dimensões do veículo utilizado. Este facto é especialmente importante em cidades com acessos mais limitados, como por exemplo ruas estreitas, onde só os veículos de menores dimensões podem circular. É também importante nas cidades com maior tráfego onde muitos dos lugares onde é possível deixar o veículo estão normalmente ocupados. Ao se deixar o veículo num local público e muitas vezes na proximidade de um edifício, como seja um parque, apresenta sempre um risco real de que o veículo seja danificado ou que seja roubado. Este aspecto deixa de ser um problema para um utilizador de transportes colectivos públicos que chegado à sua paragem só volta a preocupar-se com o meio de transporte quanto dele voltar a precisar (Green, 2001, p. 11).

## Terrestre
Origens do transporte terrestre
O transporte terrestre foi o primeiro meio de transporte conhecido pelo Homem, primeiro pelo seu próprio método de locomoção natural, seguidamente pelos animais que domesticou e que podiam ser utilizados como meio de transporte, mais tarde começou a deslocar-se utilizando meios de transporte por ele criados: carros, bicicletas, motos e outros.
Animal
O meio de transporte, que durante a história da humanidade, foi e continua a ser mais utilizado é o transporte animal. Começando com os primeiros cavalos e outros animais de grande porte, os animais foram o principal meio de transporte e tracção até ao final do século XIX. O animal como meio de transporte só foi sendo deixado com o aparecimento do carro, da mota ou outros veículos mais económicos no que toca à manutenção, uma vez que os animais, mesmo parados têm que ser alimentados, ao contrário dos veículos motorizados que quanto menos andam menos gastam (Chamberlin, 2006, p. vii-xii).
Bicicleta

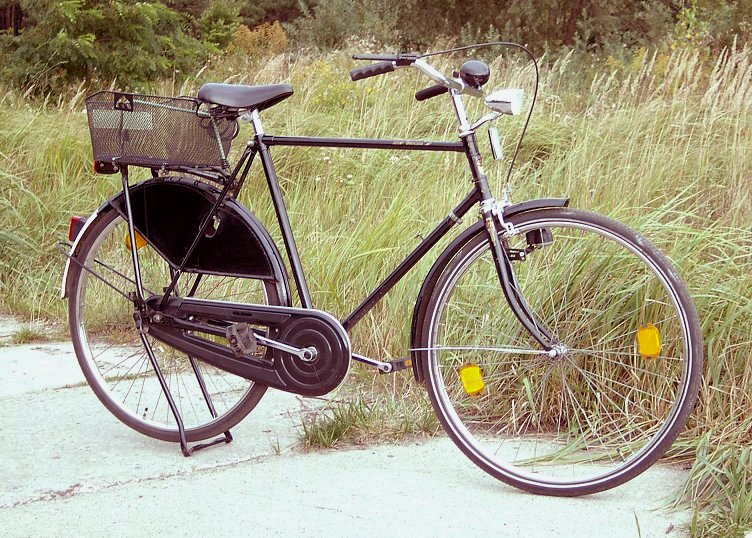
Figura 1: Bicicleta.

Os primeiros esboços de aquilo que já se assemelhava bastante com a bicicleta moderna (Figura 1) foram feitos por Leonardo da Vinci por volta do ano 1490.É um meio de transporte notável tanto pela sua simplicidade como pela sua utilidade. Proporciona no entanto uma grande mobilidade e versatilidade, sendo que a única fonte de energia que a faz mover, é o próprio utilizador, desde que este consiga pedalar, pode ir onde quiser, de acordo com Jacques Oznam em 1696, que o idealizou o conceito ainda antes do aparecimento da bicicleta. A bicicleta começou por ser um meio de transporte fundamentalmente para estrada, sendo mais tarde no século XX, que foram desenvolvidos outros tipos de bicicleta, como a bicicleta de montanha ou a BMX. Este meio de transporte tem vindo a ganhar cada vez mais em popularidade devido à sua cada vez maior versatilidade e preço. Este último que tem vindo a descer desde o principio do século XX, despoletando por si só, o interesse de muitos possíveis ciclistas (Herlihy, 2004, p. 15 e 309).
Bicicleta urbana
Foi o primeiro tipo de bicicleta a ser desenvolvido no final do século XIX. Pensada para caminhos menos acidentados como a estrada urbana, o seu uso é quase exclusivamente dentro de cidade, embora seja também utilizada na sua periferia. Este meio de transporte é extremamente popular em países com uma topografia plana, como na Dinamarca ou Holanda, onde é mais fácil de utilizar este veículo. A bicicleta urbana é normalmente, um meio de transporte barato, cómodo mas limita-se apenas à cidade e à sua periferia, no entanto, dado o grande tráfego rodoviário habitualmente presente nestes meios, a bicicleta torna-se uma vantagem devido ao pouco espaço que ocupa na via, assim como à sua mobilidade dentro dela (Herlihy, 2004, p. 310).
BMX
Com origens nos anos 60, na Califórnia, a BMX (abreviatura de Bicycle Motocross) foi desenvolvida, como o próprio nome sugere, para simular o motocross original, substituindo as motas por bicicletas. Dentro do género existem vários tipos de bicicleta, existem para rampa, pista, terreno plano, rua e dirt jumper. É um veículo com excelente mobilidade, mas que não é o mais indicado para longos percursos, devido às suas dimensões, que foram pensadas para que o utilizador ande com as pernas estendidas e que raramente utilize o selim (banco), de outro modo, tentar sequer pedalar sentado tornaria as viagens demasiado desconfortáveis (Job, 2003, p. 5).
Bicicleta de montanha

As primeiras bicicletas de montanha (Figura 2) começaram a aparecer nos anos 70, na Califórnia. Foram criadas a partir de bicicletas já existentes, às quais se adicionaram rodas mais largas que proporcionavam uma viagem mais agradável em terreno mais acidentado. Mais tarde foram desenvolvidos quadros mais robustos e outros acessórios e peças desenvolvidos especificamente para este tipo de bicicleta, como, por exemplo, travões, guiadores e suspensões. Apesar do nome, a bicicleta de montanha não se limita ao tipo de terreno mais difícil para o qual foi desenvolvida, pode também ser utilizada como bicicleta urbana sem grandes limitações e em certos casos com maior conforto (Armijo, 1999, p. 14).
Automóvel

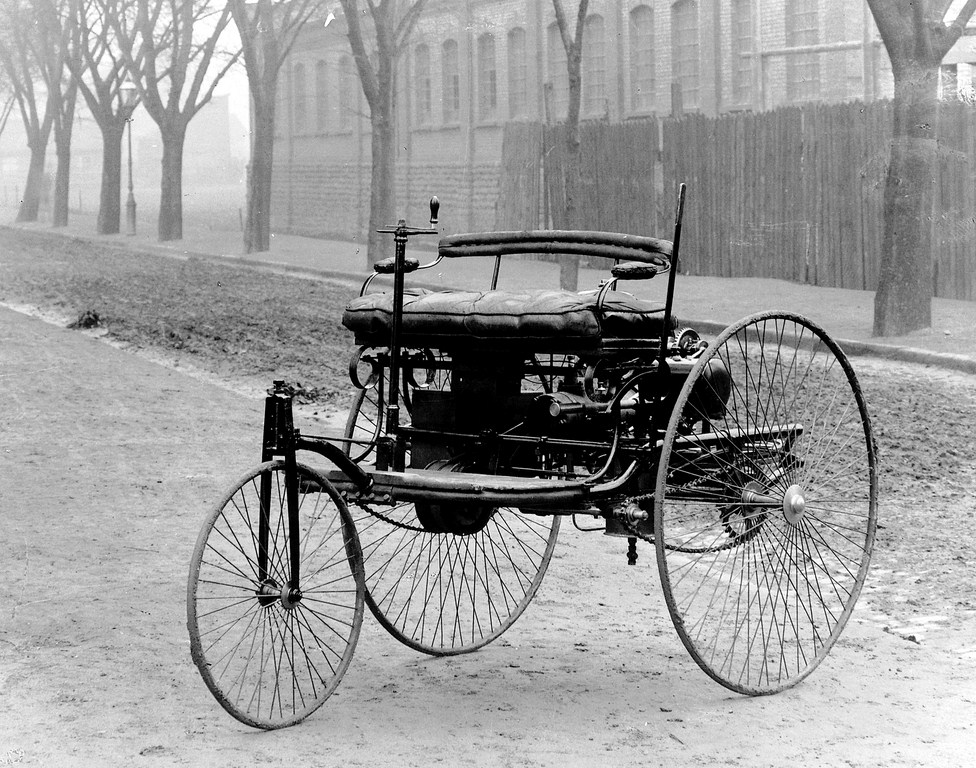
Figura 3:Benz Patent Motorwagen.

O carro tal como é conhecido desde o Ford modelo T, deve a sua existência a Nikolaus August Otto (1832-1891) e à sua invenção, o motor de explosão, para o qual requereu a patente, tendo esta lhe sido atribuída. Quando perdeu o caso em tribunal em que reclamava direitos pelos motores fabricados por outras empresas que não a sua, tornou-se possível a livre disseminação e pesquisa em torno do motor de explosão, tendo em vista o desenvolvimento desta tecnologia, procurando torna-la mais eficiente. Outros como Daimler, Maybach e Benz (Figura 3), continuaram a trabalhar no motor de explosão, o que resultou nos primeiros automóveis. Durante o século XX, o carro sofreu algumas alterações, sendo que o princípio do motor de explosão se manteve praticamente inalterado. O carro é um dos meios de transporte mais utilizados, apesar da sua capacidade de transportar vários passageiros, o carro é fundamentalmente utilizado como transporte individual. A popularidade do carro deve-se em grande parte à sua flexibilidade e à existência tanto de infra-estruturas que suportem o seu uso, assim como a um mercado em constante evolução que providencia novas soluções para as necessidades de transporte dos consumidores (Eckermann, 2001, p. 25).
Mota

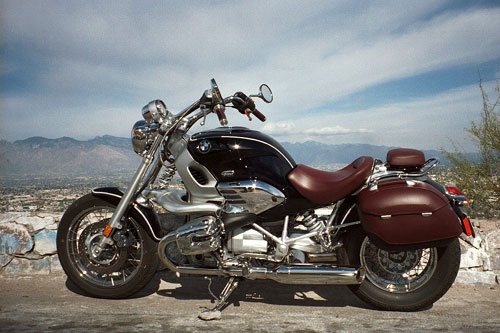
Figura 4: BMW R1200C Cruiser. Foto: ©Jeff Dean.

Desde o aparecimento das primeiras bicicletas que alguém quis juntar-lhe um motor como meio de propulsão. Em 1902 o alemão Mauritz Schulte concebeu uma bicicleta com motor, assim foi criada a primeira mota. Durante o resto do século XX foram criados outros tipos de mota dedicados a tarefas mais específicas. Foram também desenvolvidas motas especificamente para vários desportos dando assim origem a ainda mais tipos de motas. Normalmente com duas rodas, também existe de três e quatro rodas. A mota, apesar de não ter a mesma capacidade de manobra da bicicleta em vias congestionadas, é ainda assim superior neste aspecto em relação a muitos outros veículos. Se considerarmos que esta pode circular em mais vias (auto-estradas por exemplo), tem-se assim uma possível vantagem em relação à bicicleta. As motas cruiser (Figura 4) e touring foram desenvolvidas com as longas viagens e o conforto para as poder desfrutar como objectivo. A primeira, desenvolvida a pensar na geografia e sociedade americanas, mas também no espírito de aventura daqueles que primeiro decidiram explorar as zonas mais remotas da América. Com o passar do tempo este tipo de motas foi sendo adaptado, motociclistas começaram a retirar todas as peças que achavam desnecessárias e prejudiciais à sua velocidade, foi assim criado o termo ''chopper''. Estas distanciaram-se das primeiras motas cruiser, tornando-se veículos que como objectivo principal, tinham a apresentação estética, deixando o conforto para segundo plano. As motas de touring são motas preparadas para grandes viagens, com uma grande autonomia e conforto, necessários para uma viagem longa e agradável, estas são as motas ideais para percursos longos. Ambas as motas não são muito apropriadas para a cidade devido às suas dimensões.
Foram ainda criados outros tipos de motas, como as dedicadas ao desporto. As pessoas começaram a competir com motas no princípio do século XX. Primeiro as corridas eram feitas em pistas de terra, no campo ou em pistas improvisadas. Nos anos 50 começaram a ser concebidas motas propositadamente para corridas. Nos anos 70 começaram as primeiras corridas em arenas construídas para o efeito . Este tipo de motas tão específico revela alguma utilidade como transporte individual, apesar de em certos países como Portugal, certos tipos de mota dedicados às corridas ou motocross têm a sua circulação interdita por lei na via pública (Holmstrom, 2002, p. 14 e 30) (Sievert2004, p. 7).
Scooter

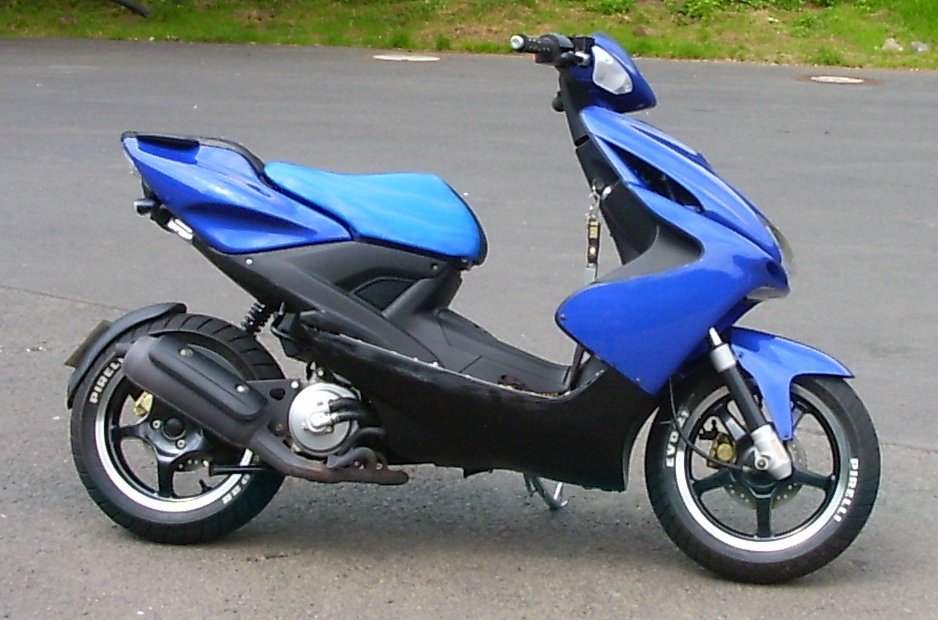
Figura 5: Scooter.

A scooter (Figura 5) deve a sua existência à Vespa italiana. Esta última nasceu da necessidade por um meio de transporte na Itália do pós-guerra (Segunda Grande Guerra). Com os automóveis bastante escassos e caros, o fabricante italiano Piaggio viu a oportunidade de introduzir um meio de transporte barato e fácil de fabricar. Mais tarde no século XX apareceram as scooters, com base nas mesmas ideias que deram origem à Vespa, ou seja, um meio de transporte barato, fiável e fácil de conduzir. Estas características são particularmente vantajosas no meio urbano, aliado às suas pequenas dimensões a scooter proporciona uma excelente mobilidade. Noutros meios exteriores às cidades ou aglomerados populacionais, este meio de transporte revela-se um pouco limitado em trajectos longos, sendo essa área reservada a motas de maior alcance como as motas de touring ou as cruiser (Darnell, 1999, p. 10).
Segway
Já no século XXI apostou-se na criação de meios de transporte individual, com a diferença que estes não foram desenvolvidos para substituir totalmente o automóvel ou sequer a tecnologia existente, como tinha sido feito anteriormente. Foram isso sim, pensados como um complemento ao automóvel. O melhor exemplo disso é o Segway. Feito para quem circula pela cidade, de modo a ocupar o menor espaço possível na via pública sem impedir a circulação de outros veículos, este é um veículo que não é muito complicado de conduzir ou estacionar. O sucesso do Segway gerou um interesse no desenvolvimento de veículos semelhantes (Schwartz, 2004, p. 159).

## Aquático
Origens do transporte aquático
Durante a idade da pedra, o homem desenvolveu vários tipos de embarcações de modo a poder navegar em pequenos cursos de água, rios e perto da costa, fundamentalmente para a prática da pesca. É tido como provável que embarcações com capacidade para percorrer distâncias significativas foram necessárias para que os humanos chegassem à Austrália há 40 000-50 000 anos. Com o desenvolvimento da civilização, foram também desenvolvidas embarcações maiores e mais resistentes que possibilitaram uma revolução no comércio, transporte, assim como a prática da guerra naval. No Mediterrâneo, foram desenvolvidas as galés, por volta de 3 000 A.C.. Estas tornaram-se obsoletas com o aparecimento de embarcações de maior alcance, como a caravela árabe no século XIII, Barcos chineses no princípio do século XV e outros. Com a revolução industrial, apareceram os primeiros navios propulsionados por motores a vapor, seguidos, mais tarde, por navios com motores a Diesel. Numa época mais recente, surgiram os submarinos. No princípio com fins meramente bélicos, vieram, mais tarde, a ser também utilizados para pesquisa e salvamento. Como nos outros meios, o meios de transporte aquático desenvolveram-se bastante durante o século XX, apareceram também novos meios de transporte como o hovercraft e a mota de água.
Barco e Bote

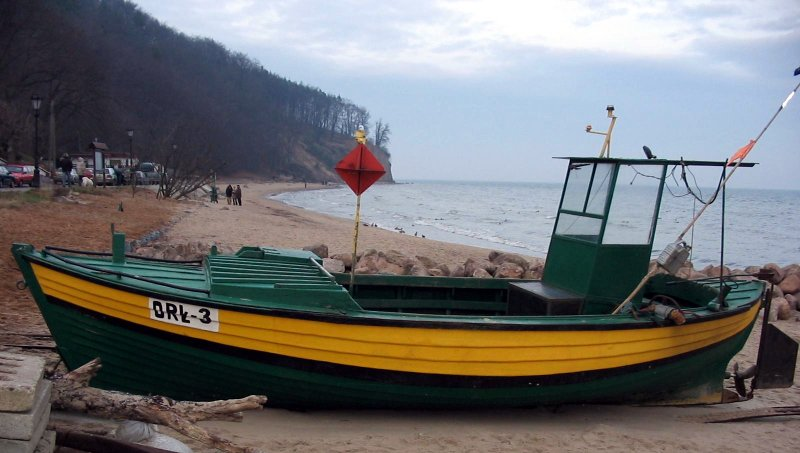
Figura 6: Bote

Com tamanhos bastante diversos, tanto o bote (Figura 6) como o barco de pequenas dimensões são transportes normalmente utilizados para recreio, mas que têm também bastante utilidade em algumas situações mais práticas. Devido à grande variedade existente, no que à forma, função e desempenho dizem respeito, estes conseguem ser bastante flexíveis, desempenhando várias funções. Tanto o bote como o barco estão limitados no seu alcance a apenas algumas milhas da costa ou à periferia de navios maiores aos quais estejam associados. Estes meios de transporte revelam-se especialmente úteis em zonas alagadas ou com acessos terrestres severamente condicionados pela existência de obstáculos vários, que se encontrem próximos de uma extensão de água navegável, como rios, riachos ou estuários. O transporte individual aquático revela-se, nas circunstâncias acima descritas, mais viável do ponto de vista económico que outros transportes individuais que operem noutros meios. Exemplos de embarcações possíveis de serem utilizadas como transporte individual, são barcos a remos de competição, canoas, caiaques, gaivotas, cocos e outras embarcações de praia e pranchas à vela e outros.
Hovercraft

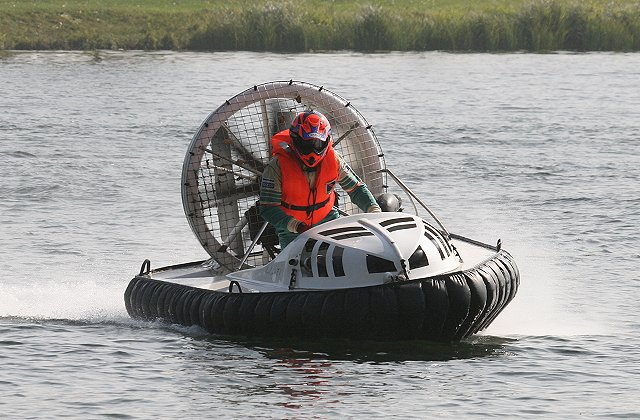
Figura 7: Hovercraft de Formula 1

Originalmente desenvolvido para o transporte de passageiros, tem por base um sistema de locomoção de atrito reduzido, conseguido através de uma saia flexível e uma almofada de ar. O hovercraft (Figura 7) é provavelmente o melhor veículo para zonas que combinem terreno com poucos obstáculos e zonas alagadas, assim como para todo o tipo de massas de água próximas da costa e massas de água geladas. Na sua vertente como transporte individual, é possível obter um veículo leve, capaz de grande velocidade e excelente manobrabilidade com praticamente as mesmas vantagens dos seus semelhantes de maiores dimensões (Yun, 2000, p. 49).
Jet-ski e Mota de água

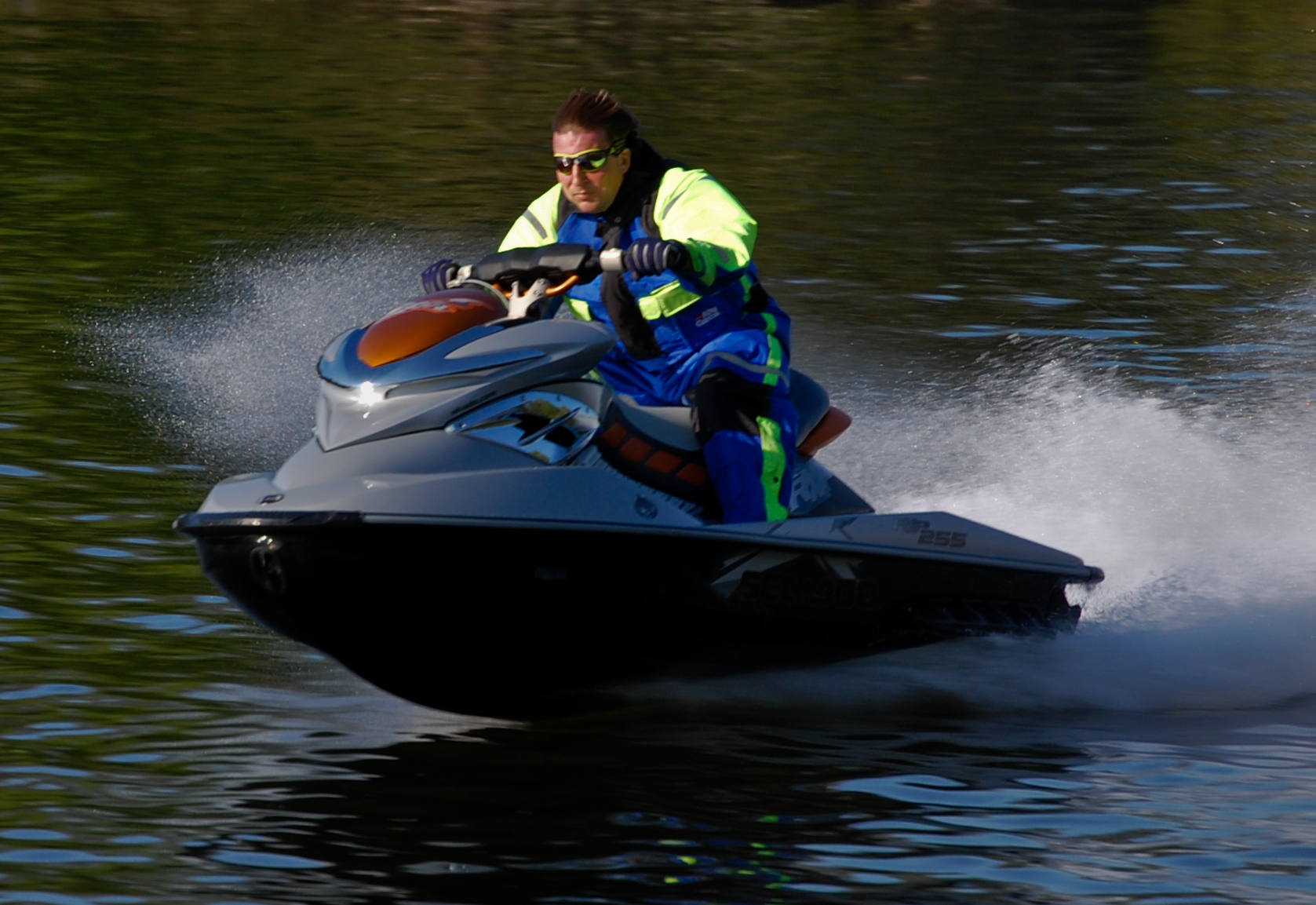
Figura 8: Mota de água.

Com fins principalmente recreativos tanto o jet-ski como a mota de água (Figura 8) encontraram o seu lugar também como veículos de salvamento e como veículos utilitários, dada a sua grande velocidade e manobrabilidade, resistência e facilidade de operação. Tal como quase todos os meios de transporte aquáticos referidos e dadas as suas pequenas dimensões, estes têm apenas autonomia para operarem junto à costa, em cursos de água. Têm uma capacidade de transporte de carga bastante reduzida, mas a capacidade de atingirem grandes velocidades, tendo em conta o meio em que circulam, esta características tornam-os em transportes bastante eficazes quando é necessária a deslocação rápida de uma ou duas pessoas.
C.H.A.R.C. (Covert High-speed Attack and Reconnaissance Craft)
Veículo individual desenvolvido pela Lockheed-Martin para a Marinha dos Estados Unidos da América como veículo de ataque e reconhecimento, concebido para dar resposta às ameaças, perto da costa e na imediações de navios de grande porte, como porta-aviões e fragatas que, pela sua menor mobilidade, são especialmente vulneráveis quando entram e permanecem em portos ou estaleiros. Com acontecimentos, como o ataque terrorista ao ''USS Cole'' como cenário base, o C.H.A.R.C. tem um tempo de espera desde a inactividade até à operacionalidade bastante reduzido. Juntamente com a sua descrição e alta velocidade tornam-no no veículo ideal, não só para o já referido cenário de guerra, como para muitos outros, devido à sua capacidade de adaptação conforme o que seja visto como necessário para alcançar o objectivo. Propulsionado por dois motores a Diesel de 3 000 hp e manobrado por jactos de água, deve a sua velocidade máxima de 60 nós, em grande parte a um casco duplo. Este é também responsável pela sua grande estabilidade. É um veículo militar que apresenta características bastante interessantes para uma versão dedicada ao transporte individual civil (The CHARC).

## Aéreo
Origens do transporte aéreo
Desde cedo o Homem desejou ter asas para poder voar. Inspirado pelas aves e pelos insectos, procurou desenvolver máquinas capazes de o fazer voar. O exemplo mais conhecido é provavelmente o ornitóptero, idealizado por Leonardo da Vinci, (do grego ornos ou ornitos que significa pássaro e pteros que significa com asas). Este manter-se-ia no ar através da força gerada pelo batimento das suas asas. No principio, pensou-se em utilizar a força o tripulante como fonte de movimento para fazer bater as asas, o que se revelou impraticável devido ao peso do aparelho e à falta de resistência e força dos músculos humanos, em comparação com os das ave, nas quais se baseia este aparelho. Outra das  máquinas pensadas por DaVinci foi o primeiro helicóptero, (do grego ἔλιξ hélix que significa espiral). Consistia num parafuso que supostamente deslocaria o ar para baixo, de modo a propulsionar o veículo. Só com o voo dos irmãos Wright é que a aviação causou interesse suficiente para que fossem desenvolvidos novos veículos, levando assim à consagração do avião como meio de transporte viável apenas alguns anos mais tarde. Durante os anos 70 e 80 as pessoas procuraram ser capazes de voar de um modo mais económico. Surgiu então um novo meio de transporte, o ultraleve. No final dos anos 90, poder voar tornou-se possível para praticamente todas as pessoas que tivessem um mínimo indispensável de instalações e uma quantia que não era demasiado grande, como até aí tinha acontecido.
Avião

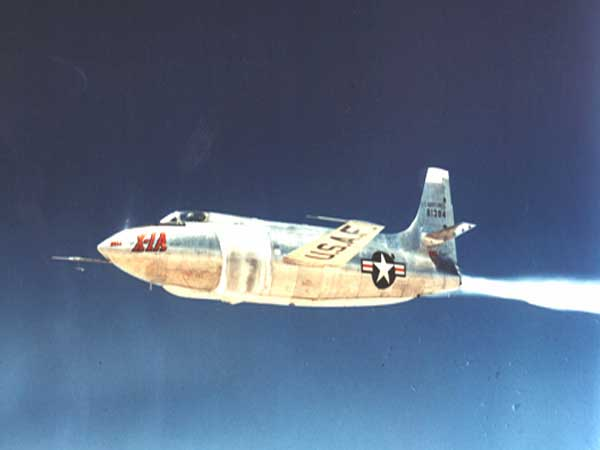
Figura 9: Bell X-1.

Os aviões que normalmente são utilizados como transporte individual civil são as aeronaves de menores dimensões (Figura 9) ou antigos aviões de guerra, uma vez que aeronaves de maiores dimensões requerem um co-piloto. Estas apresentam também um maior custo operacional, não sendo, portanto, viável a sua utilização como transporte individual. Outro factor a ter em conta são as instalações necessárias, tanto para a manutenção, como para a operação de tais veículos. Em alternativa ao avião pode ser utilizado outro meio de transporte de menores dimensões como o ultraleve.
Helicóptero
Os primeiros helicópteros só se tornaram possíveis com a origem de dispositivos capazes de gerar um maior binário, como os motores de explosão e as turbinas. Estes eram utilizados para movimentar as pás do helicóptero, pás essas que não são mais que asas rotativas que proporcionam sustentação suficiente para manter o aparelho no ar. Os primeiros helicópteros com sucesso comercial foram criados por Igor Sikorsky (Figura 10). De entre as suas criações se destaca o R4, por ter sido o primeiro a ser produzido em série. Existem helicópteros para transporte individual que consistem apenas num assento, num motor e mais algumas peças. Esta vertente de transporte individual não foi explorada e desenvolvida o suficiente para dar origem a um veículo suficientemente seguro e económico que possa ser utilizado no dia-a-dia. É sim, um meio de transporte meramente recreativo para alguns aficionados do voo, não sendo, nem acessível, nem suficientemente seguro, para atingir a popularidade e utilidade da bicicleta ou da mota como meio de transporte individual (Dartford, 2003, p. 5-6).
Planador
O planador é o veículo aéreo mais antigo conhecido pela humanidade. O voo do planador depende de ajuda externa ao descolar, uma vez que este não tem propulsão própria. Requer também que se esteja a uma altura considerável num terreno sem obstáculos para que a descolagem seja possível. Visto que está tão limitado em termos de alcance e locais propícios à descolagem, o Planador é um veículo demasiado limitado para ser utilizado como meio de transporte no dia-a-dia (Decreto-Lei n.º 238/2004 e Decreto-Lei n.º 283/2007).
Asa delta
A asa delta é um veículo não propulsionado. A descolagem depende da corrida durante uma certa distância por parte do utilizador. O seu voo depende apenas da sustentação gerada pelas asas ou por correntes de ar ascendentes. Dado que a asa delta requer que o utilizador esteja a uma altura que permita ganhar velocidade suficiente para gerar sustentação, a asa delta está restringida a zonas muito específicas, o que reduz a sua utilidade, tornando-a um veículo apenas para recreio (Decreto-Lei n.º 238/2004 e Decreto-Lei n.º 283/2007).
Ultraleve

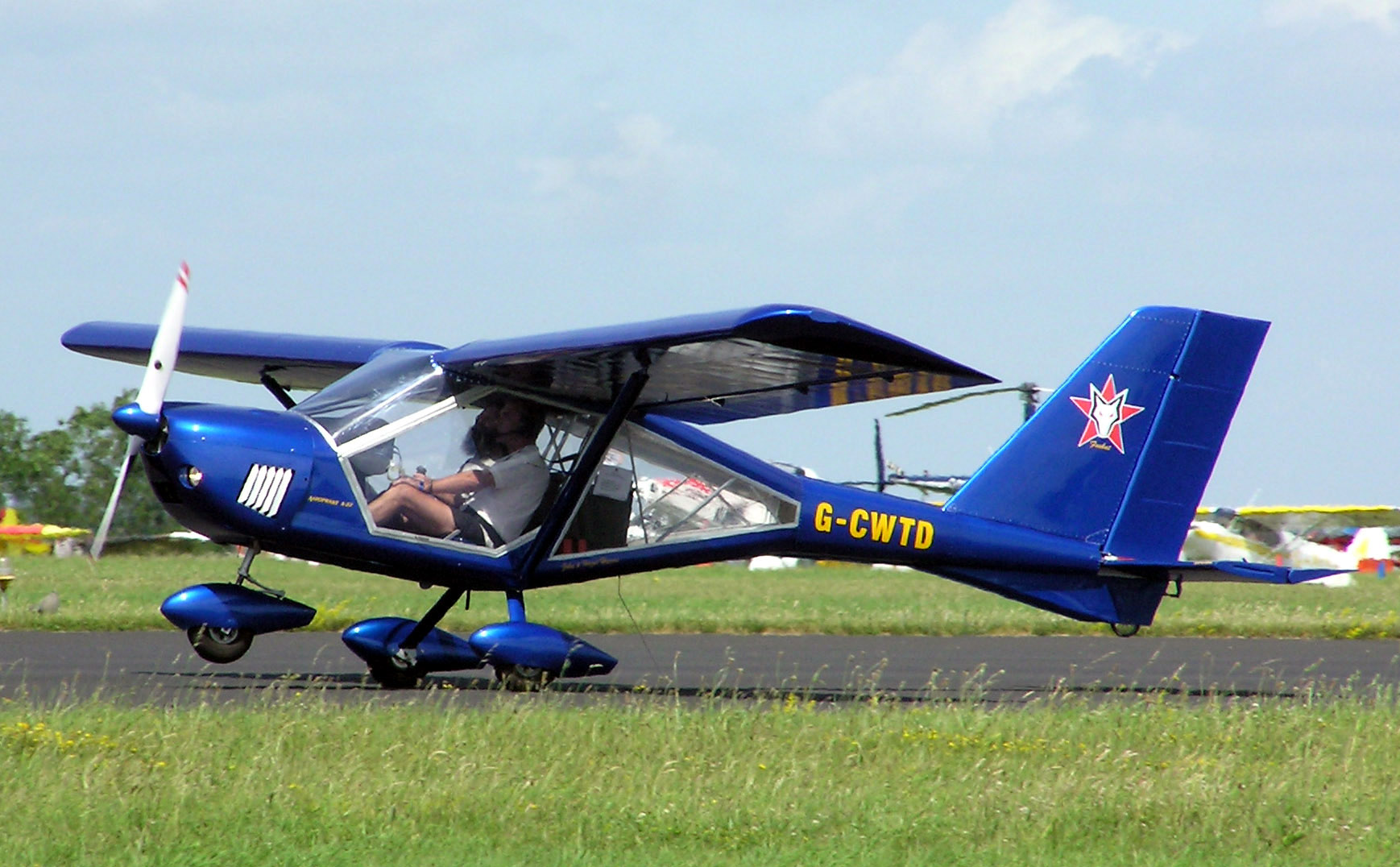
Figura 11: Ultraleve

A maior parte dos governos de países onde é possível a utilização de veículos ultraleves (Figura 11), tem legislação aplicável na maioria dos casos . Em Portugal o Decreto-Lei n.º 283/2007 divide os veículos ultraleves em duas categorias: aeronaves de voo livre, que se caracterizam, essencialmente, pela utilização da corrida do piloto como fonte de energia para a descolagem, vulgarmente designadas por asas delta e parapentes, e os ultraleves, que são aeronaves motorizadas com asa rígida, flexível (inflável ou inflada) ou semi-rígida, vulgarmente designados por aviões, planadores ultraligeiros, paramotores e asas delta com motor ou pendulares. Pelo decreto-lei acima mencionado, os ultraleves têm ainda como características o número máximo de dois lugares, velocidade mínima em voo nivelado (Vso) não superior a 65 km/h (35 nós) velocidade ar calibrada (VAC), massa máxima à descolagem (Mmd), excluindo o peso de pára-quedas balístico, de 300 kg para aviões terrestres monolugar, 450 kg para aviões terrestres bilugar, 30 kg para hidroaviões ou aviões anfíbios monolugar e 495 kg para hidroaviões ou aviões anfíbios bilugar, desde que, quando funcionem, ora como hidroaviões, ora como aviões terrestres, não excedam o limite correspondente de Mdm. Os diversos tipos ou classes de aeronaves de voo livre e ultraleves são definidos em regulamentação complementar emitida pelo Instituto Nacional de Aviação Civil (INAC). Foi estipulado que apenas é permitido voo visual diurno abaixo do tecto das nuvens e em espaço de classe G, em espaço aéreo controlado e após autorização, zona de tráfego de aeródromo ou zona restrita ficam condicionadas pelas regras aí vigentes. As operações de descolagem e aterragem estão sujeitas às regras determinadas, tanto pela legislação, como pela regulamentação complementar que contemplem tais operações. Estas regras, para veículos ultraleves, são necessárias para alcançar um nível aceitável de segurança aérea através da redução de potenciais conflitos com outros utilizadores do espaço aéreo e protecção de pessoas e bens no solo. As aeronaves classificadas como sendo de voo livre têm, apesar da sua designação, de obedecer a certos regulamentos. Está estipulado que as aeronaves de voo livre sejam utilizadas apenas para voo recreativo e desportivo, o que coloca um obstáculo à utilização destes veículos no dia-a-dia, logo, e assim como a velocidade máxima de 65 km/h, a sua utilidade encontra-se em relação a outros veículos mais rápidos e com uma abrangência geográfica maior, convém também salientar que tal como qualquer outra aeronave independentemente das suas dimensões, é necessário um espaço apropriado para a utilização segura destes aparelhos (Decreto-Lei n.º 238/2004 e Decreto-Lei n.º 283/2007).

## Intermutabilidade entre os transportes individual e colectivo
Certos veículos concebidos ou geralmente utilizados como meios de transporte individual, como por exemplo a bicicleta, a mota ou mais comummente o carro, são utilizados como meios de transporte colectivo, com bastante frequência. Isto, normalmente, pressupõe um acordo entre as partes intervenientes, nomeadamente com os passageiros, na medida em que é necessário estabelecer o destino e o trajecto a seguir, de modo a satisfazer todos os intervenientes. Um caso bastante vulgar consiste num dos passageiros (geralmente o proprietário do veículo), transportar no seu carro a um ou mais passageiros com o mesmo destino ou com trajectos semelhantes. Nesta situação é comum os utilizadores do transporte alternarem entre eles quem leva o veículo ou que veículo levam. Este sistema tem vindo a tornar-se cada vez mais popular com o aumento do preço dos combustíveis, problemas relacionados com gases gerados pela queima de combustíveis fósseis ou até, para evitar congestionamento das vias de acesso a pontos de maior actividade, como são as capitais ou centros económicos de maiores dimensões. Durante o final de 2008 e o início de 2009 foram feitas várias campanhas para sensibilizar os condutores, promovendo a partilha de veículos com a finalidades de atenuar os problemas acima referidos.
Assim como os veículos normalmente utilizados como meio transporte individual são por vezes utilizados como meio de transporte colectivo, existem casos em que o contrário também se verifica. Normalmente em casos em que um indivíduo detém o poder de decisão sobre um veículo de transporte colectivo, este pode optar por ser o único passageiro desse veículo, tornando assim um meio de transporte colectivo num de transporte individual. Como um bom exemplo exemplo, têm-se os autocarros ou veículos automóveis de maior capacidade convertidos para servirem de habitação móvel, vulgarmente conhecidos como caravana ou ''roulotte''. Este tipo de veículos surgiu da necessidade dos viajantes evitarem o transtorno que seria efectuar paragens por cada vez que necessitassem descansar, alimentar-se ou mesmo tratarem da sua higiene pessoal. O problema era tanto maior quando se tratava de viajar em zonas remotas, como por exemplo, o Sudeste dos E.U.A, país onde o caravanismo é bastante popular e onde existe um desenvolvimento acentuado deste sector. Apesar das tentativas de melhorar as viagens, através de caminho de ferro com algumas comodidades, que normalmente só se encontram em casa, só se alcançou verdadeiramente o objectivo de se ter uma casa móvel com o aparecimento das caravanas e roulottes (Groene, 2002, p. vii).

## Impacte ambiental
Devido maioritariamente à utilização do automóvel como transporte individual, de entre todos os outros meios de transporte individual, o automóvel é aquele que maior impacto ambiental tem. Quer seja pelo ruído, quer seja pelas emissões de gases, verificou-se no final do século XX e princípio do século XXI, uma crescente preocupação relativamente ao aquecimento global. Esta ocorrência despoletou um movimento contra o automóvel e a indústria a ele associada, criando novas tendências, não só no campo dos transportes individuais alternativos, como na produção e armazenamento de energia para os mover. Apostando em energias mais limpas, como a utilização de hidrogénio em alternativa aos combustíveis fósseis ou mesmo na substituição total dos combustíveis através da utilização de energia eléctrica armazenada em baterias, vários foram os veículos apresentados assentes nas referidas tecnologias. Estes veículos não se mostraram no entanto, suficientemente eficientes em comparação com a tecnologia baseada na combustão, durante a primeira década do século XXI. Apesar disso, os veículos movidos a energias mais limpas continuam a ser desenvolvidos. Um dos problemas apontados a estes veículos é a logística associada à criação de uma nova rede de suporte para as tecnologias emergentes. Tendo em conta que não se trata de apenas uma tecnologia, o problema torna-se ainda maior. Outro problema é o método de obtenção destas energias ou combustíveis, visto que, tanto para a produção de energia eléctrica, como para a obtenção de hidrogénio são utilizados métodos que na maior parte dos casos implicam a queima de combustíveis fósseis (Roberts, 2004, p. 68).